# Дебреште
Дебреште (мкд. Дебреште) је насеље у Северној Македонији, у средишњем делу државе. Дебреште припада општини Дољнени.

## Географија
Насеље Дебреште је смештено у средишњем делу Северне Македоније. Од најближег већег града, Прилепа, насеље је удаљено 25 km северозападно.
Рељеф: Дебреште се налази у крајње северном делу Пелагоније, највеће висоравни Северне Македоније. Насељски атар је на југу равничарски, без већих водотока. Северозападно од насеља издиже се Бушева планина, а североисточно Даутица. Надморска висина насеља је приближно 650 метара.
Клима у насељу је континентална.

## Становништво
По попису становништва из 2002. године, Дебреште је имало 2.424 становника.
Претежно становништво у насељу су Турци (86%), а мањине су етнички Македонци (7%) и Албанци (6%).
Већинска вероисповест у насељу је ислам, а мањинска православље.